# 尖齿卫矛
尖齿卫矛，曾称为冬青沟瓣，为卫矛科卫矛属的植物，是中国的特有植物。分布于中国大陆的四川等地，生长于海拔2,200米的地区，多生长于石山上，目前尚未由人工引种栽培。
1908年11月，西方植物獵人歐內斯特·亨利·威爾遜在四川西部收集植物資源時，曾採集到3份處於果期的衛矛科植物標本，並記錄了採集地為四川瓦山。
1913年，植物學家盧森諾( Ludwig Eduard Loesener)和阿爾弗雷德·雷德爾（Alfred Rehder）根據威爾遜1908年在四川西部採集的3份果期標本,命名為Euonymus Aquifolium發表。
《四川植物志》第4卷（1988年）衛矛科編寫專家依照發表的原文進行了翻譯，並根據當時的命名習慣，將拉丁學名改為Euonymus aquifolius，同時以尖齒衛矛為其中文名，分布地點記錄為四川省洪雅縣瓦山。
《中國植物志》第45卷第3分冊的衛矛科編寫專家曾記錄了另一次該物種的採集，但沒有提及標本存放的標本館，且該標本記錄祇有果，沒有花届没有葉，所以標本是否為尖齒衛矛這種常綠的厚革葉植物存在疑問。基於對尖齒衛矛形態特征特別是果實形態的觀察，在編寫《中國植物志》時，衛矛科研究人員將尖齒衛矛從衛矛屬轉移到溝瓣屬，擬名為冬青溝瓣（Glyptopetalum aquifolium）。
在该植物采集命名后的一百多年間，不少植物學家都試圖尋找該物種的活體野生種群，但都無功而返。2021年8月，胡君及其團隊在推測出尖齒衛矛的花期時間前往前述地點附近尋找，在四川省九龍縣的一條峽谷懸崖上發現約15株疑似尖齒衛矛的種群。此后，成都生物所生物多樣性與生態系統服務領域與重慶師范大學、四川省林業科學研究院科研人員在國際植物分類學期刊phytokeys上刊發論文。

## 异名
- Glyptopetalum aquifolium (Loes. et Rehd.) C. Y. Cheng et Q. S. Ma